# 疋田紗也
疋田 紗也（ひきた さや、1989年1月23日 - ）は、日本のタレント。元グラビアアイドル。本名、疋田 紗也香（ひきた さやか）。愛称は、さあや、疋ちゃん、ひっきー。千葉県出身。ティーディープロモーション所属。

## 来歴
- 2004年、角川書店の雑誌『g-girl』の「g-girl grand prix2004」の読者投票による予選を勝ち抜き、2005年2月発売号の決勝を経て準グランプリを受賞。
- 以後、グラビアアイドルとして活動しDVDのリリースや秋葉原でのイベント、CS・ケーブルテレビの専門チャンネルへの出演を行う。
- 2007年8月、「きっと忘れない」でユニバーサルミュージックよりCDデビュー。
- 2023年11月24日、一般男性との結婚と第1子女児出産を自身のSNSを通じて報告した[1]。

## 人物
- 趣味はカラオケ・プリクラ。特技は水泳・長座体前屈・スピリチュアル能力（霊感が強い）。愛犬はポメラニアンのチェリー（♀）とチワワのモモ汰（♂）。好きな色はピンク。

### エピソード
新境地「スピリチュアル・アイドル」
本人は心霊や妖精などが見えると言っており、スピリチュアル・アイドルという新しい境地を生み出している。東京スポーツ、内外タイムス、ブレイクMaxなどで体験談などを披露している。また、怪談を題材とするインターネットテレビに出演した際、気分が悪くなったこともある（中継の間は何とかこらえたが終了後に体調悪化を訴え、しばらく主催者の数珠を借りて休んでいたという）。
地震などの災害の発生をある程度予知することもでき、スマトラ沖地震、四川省大地震、岩手・宮城内陸地震の際はそのスピリチュアル能力により前兆を感じ取ったという。

母校が甲子園出場
2009年に出身高校の千葉県立八千代東高等学校が全国高等学校野球選手権大会千葉県大会決勝に進出し、卒業生として疋田が球場へ足を運んだ決勝戦で勝利し、甲子園初出場を決めた。

## 出演

### テレビ
- 聖美少女学院 （2004年、エンタ!371）
- アイレボ （2005年、エンタ!371）
- グラビアの美少女 （2005年、MONDO21）
- メイドおさわがせします （2006年、MONDO21）
- ミラクルH （2006年、テレビ東京）
- ドルサー （2007年、MONDO21）
- アイドルの星 （2007年、エンタ!371）
- 志村屋です（2009年7月29日、フジテレビ） - 「志村診察室」ゲスト
- アイドルマンション物語（エンタ!371）
- アグレッシブですけど、何か?（2009年10月19日、広島ホームテレビ） - 「リアル・ヒーローズの旅」というコーナーで「霊視能力をもつスピリチュアルアイドル」としてVTR出演。
- 新知識階級 クマグス（2010年5月20日、TBS） - 「珍ドル祭」。スピドルとして出演。
- ヨロシクまんでぃ（2011年1月、テレビ埼玉）
- 沙耶香とErinaのNo Idol! No Life!（2011年2月17日、あっ!とおどろく放送局）
- オーマイガー（2011年4月 - 、チバテレビ）
- ジョージ・ポットマンの平成史（2012年3月10日、テレビ東京）
- ハコニワ（2012年5月、東京インターネット放送局）
- ゴッドタン（2012年6月、テレビ東京）
- たけしの等々力ベース（2012年、BSフジ）

### ウェブテレビ
- 矢口真里の火曜The NIGHT（2018年1月10日、2022年7月20日[3]、AbemaTV）[4] -初回はオーラ占いアイドルとして出演

### ラジオ
- やまだひさしのラジアンリミテッドDX - 携帯電話コンテンツをメインに登場。準レギュラー生出演。
- ラジオDEアミーゴ（信越放送）
- 疋田紗也のガールズパニック（第一興商スターデジオ400ch、2006年7月～9月レギュラーパーソナリティ）
- Wanted!（2012年12月18日、TBSラジオ）

### 映画
- 三姉妹カフェ物語〜チーズケーキは魔法の香り （2005年）
- 学校の階段 （2007年4月28日公開） - 綾（監視員） 役
- 「プライド」（2009年1月17日全国公開） - あゆ役
- 「おやすみアンモナイト」 貧乏人抹殺篇/貧乏人逆襲篇 （2010年1月30日公開） - 竹下成子役
- 「完全なる飼育〜メイド、for you〜」（2010年1月30日公開） - ミカリン役
- 都市霊伝説 幽子（2011年9月17日公開、ムービープラネット、小沼雄一監督） - 日野泉 役
- 新スパイガール大作戦～惑星グリーゼの反乱～（2012年8月4日公開、ムービープラネット）
- じんたいせいぞう（2012年10月 7×7映画祭上映、2012年12月1日富山短編映画祭上映、2013年1月12日劇場公開）

### DVD（単体出演作を除く）
- Visual Box Vol.4 ブリーチ・ザ・アイドル（2005年12月21日、日本デジタルコミュニケーションズ）
- グラドル女学院 総集編（2006年8月15日、イーネットフロンティア）
- 水着スパイ 〜SPY GIRLS〜（2007年3月27日、オルスタックピクチャーズ）
- 溝鼠VS.毒蟲（2008年）
- ホームレス少女〜貧乏女子の恋〜（2008年6月25日、GPミュージアム） - 美樹 役
- 新スパイガール大作戦 惑星からの侵略者（2008年8月25日、オルスタックピクチャーズ）
- 三姉妹カフェ物語〜チーズケーキは魔法の香り（2008年10月3日、レーヴ）
- オムニバスドラマ「NEXT STORY」（2008年11月28日、オルスタックピクチャーズ）
- 関東最恐　恐怖の心霊スポット突撃取材!!～号泣するアイドル達～（2008年12月10日、ZENピクチャーズ）
- 最怖都市伝説!!決死の潜入!ガチでやばい怨霊危険地帯 怨霊が乱れ飛ぶ!!日本恐怖スポット衝撃ルポ 山口敏太郎B-FILE（2009年8月21日、グラッツコーポレーション）
- 稲川淳二 恐怖の現場シリーズ
  - 稲川淳二 四国巡礼恐怖の現場 〜本当にあった“死国”88霊場〜VOL.1（2010年6月25日、ビクターエンタテインメント）
  - 稲川淳二 四国巡礼恐怖の現場 〜本当にあった“死国”88霊場〜VOL.2（2010年7月2日、ビクターエンタテインメント）
  - 稲川淳二 四国巡礼恐怖の現場 〜本当にあった“死国”88霊場〜VOL.3（2010年7月23日、ビクターエンタテインメント）
  - 稲川淳二 恐怖の現場 最終章 ～禁断の地 永久に、永遠に～ VOL.2（2013年6月28日、ビクターエンタテインメント）
  - 稲川淳二 恐怖の現場 最終章Part2 ～終わりの始まり～ VOL.2（2016年7月5日、ビクターエンタテインメント）
- 完全なる飼育〜メイド、for you〜（2010年7月9日） - ミカリン役
- おやすみアンモナイト 貧乏人抹殺篇/貧乏人逆襲篇（2010年7月29日、アルファエンタープライズ）
- ヤンキー女子高生5 〜群馬最強伝説〜（2011年2月18日、GPミュージアム）
- リアルオーディション Himeバラエティ（2011年4月22日、ベンテンエンタテインメント）
- 都市霊伝説 幽子（2011年11月25日、グラッソ） - 日野泉 役
- 投稿実在ドキュメント 峠最恐伝説（2012年6月2日、マジカル）
- 新スパイガール大作戦 惑星からの侵略者 ディレクターズカット版（2012年10月26日、ムービープラネット）
- 新スパイガール大作戦 惑星グリーゼの反乱（2012年10月26日、ムービープラネット）
- 心霊捜査官 久遠寺命（2014年3月14日、ZENピクチャーズ） - 久遠寺命 役
- 聖天戦士エンジェリオン 黒き邪装の罠（2017年11月24日、ZENピクチャーズ） - 輝咲冬香/エンジェリオンブルー 役

### 舞台
- 朗読劇「マシーナリー*マテリアル」（2011年2月24日 - 27日、シアターKASSAI） - アヤ 役
- アリスインプロジェクト「ライン♪」（2011年8月4日 - 7日、銀座博品館劇場） - 若葉香織 役
- ノンストップライアーズ（2012年10月11日 - 14日、東京芸術劇場） - ルーシー・メイヤー役
- FLYING PIRATES ネバーランド漂流記-featuringGUY'S- - ティンカーベル 役
- チーム進火RON「世にもサイケデリックな夜」（2016年5月11日 - 15日、下北沢楽園）
- チーム進火RON「注意書きの多い料理店」（2016年8月10日 - 14日、シアター711）

### イベント
- ハコニワ
- アイドルボンバイエ
- 疋田紗也・山口敏太郎の不思議まじ？カルツアー（2009年6月～）

他多数

### 配信動画
- エルノオト（2007年10月、ドワンゴ超!アニメロにて配信のドラマ）
- 疋田紗也@misty IDOL MOVIE（＠ミスティグラビア）
- 疋田紗也 メイキングムービーHG（＠ミスティグラビア）

## 作品

### 写真集
- なまさやさや（2005年3月25日、竹書房、撮影：加納典譲） ISBN 4812420482
- 半分、少女。（2005年8月、英知出版、撮影：中村誠作） ISBN 4754215990
- Babyface（2005年10月、彩文館出版、撮影：可児保彦） ISBN 4775600931

#### デジタル写真集
- 疋田紗也＠misty（＠ミスティグラビア）

### DVD
1. FIRST （2005年1月、ビーエムドットスリー）
2. Pure Smile （2005年3月、竹書房）
3. Caro （2005年6月、オルスタックピクチャーズ）
4. サヤ☆パラ （2005年9月、ラインコミュニケーションズ）
5. ONE （2005年12月16日、マーレ）
6. いち・にい・さん （2006年3月、ベガファクトリー）
7. 17（セブンティーン） （2006年6月、ジーオーティー）
8. さわ☆わん〜Wonder!Wonderful!Only One!〜 （2006年9月、ラインコミュニケーションズ）[5]
9. ラブ☆さや （2006年12月、フォーサイド・ドット・コム）
10. さや缶 （2007年3月、エイベックス ネットワーク）
11. モモタスちぇりー （2007年7月、日本メディアサプライ）
12. SAYA〜オ・ト・ナの階段 （2007年10月、角川エンタテインメント）
13. ちょ〜ベスト （2008年1月、オルスタックピクチャーズ）
14. Butterfly （2008年4月、オルスタックピクチャーズ）
15. スペック （2008年7月、イーネット・フロンティア）
16. しろさや （2008年11月、ビーエムドットスリー）
17. くろさや （2009年2月、ビーエムドットスリー）
18. FETISH 2 （2009年4月、エイベックス・マーケティング）
19. ももさや （2009年8月、QH映像）
20. もとのさや（2009年11月27日、オルスタックピクチャーズ）
21. pg （2010年2月25日、ターンテーブル）
22. 開運・風水水着 （2010年4月、オルスタックピクチャーズ）
23. さやぱわ〜（2010年7月29日、オルスタックピクチャーズ）バリ島
24. white-beginning-（2011年9月29日、オルスタックピクチャーズ）サイパン
25. さやいろ（2012年11月30日、BNS）
26. 思い出（2014年9月25日、エアーコントロール）

#### ミュージックDVD
- Pink Cherry （2005年5月、イーネットフロンティア）
- White Peach （2005年12月5日、日本デジタルコミュニケーションズ）疋田紗也withスーパーヒキチャンズ

### CD

#### シングル
- きっと忘れない・・・（2007年8月1日 発売：クライムミュージックエンタテインメント 販売：ユニバーサルミュージック）

DISC1
- きっと忘れない…
- Smile Smile Smile
- きっと忘れない…（instrumental）
- Smile Smile Smile（instrumental）

DISC2
- SAYA Time（PV&MakingDVD）

#### 企画CD
- Lock on the STAR（2006年12月13日）MONDO21「ドルサー」番組連動ユニットのセンター・メインヴォーカル。

### パソコンソフト
- Viemo （2008年10月23日、デスクトップキャラクター）

### ゲーム
- 麻将ONLINE 麻雀オンラインゲームキャラクター（台湾版）
- 救急救命カドゥケウス2（アトラスより発売のニンテンドーDSソフト）イメージキャンペーンガール
- 紗也Touch（iPhoneゲームアプリ）

## 掲載誌
- g-girl（角川書店、ジーガールグランプリ2004準グランプリ）
- FLASH（光文社）
- 週刊プレイボーイ（集英社）
- ブレイクmax（コアマガジン、連載企画・疋田紗也の不思議スポット巡礼）
- ヤングマガジン（講談社）
- 少年チャンピオン（秋田書店）
- ドキ!（竹書房）
- パシャ! （若生出版）
- とんでも不思議Watcher（竹書房）
- ヤングアニマル（白泉社）
- ヤングガンガン（スクウェア・エニックス）
- ヤングキング（少年画報社）
- 本当にあったゆかいな話 芸能ズキュン!（竹書房）
- 金のEX（ミリオン出版）
- 金のEX GTR DX（大洋図書）
- ドカント（デジタルスタイル）
- MUKU!（ワイレア出版）
- アームズマガジン(ホビージャパン)